# Nickolas Zukowsky
Nickolas Zukowsky (3 de junio de 1998) es un ciclista de carreras profesional canadiense que desde 2023 compite en el equipo ciclista profesional Q36.5 Pro Cycling Team de categoría UCI ProTeam.

## Carrera
En 2016, Zukowsky comenzó su carrera ciclista profesional de forma independiente a pesar de no tener una bicicleta de carretera el año anterior. Quedó cuarto en la general del Tour de l'Abitibi, ganó una etapa de la Ronde des Vallées y terminó quinto en la primera etapa de la Killington Stage Race. También compitió en el Campeonato Nacional Juvenil de Carreras en Ruta, quedando tercero. Silber Pro Cycling Team fichó a Zukowsky después de la temporada ciclista de 2016, lo que lo convirtió en el primer joven de 18 años en estar en el equipo.
En 2017, Zukowsky obtuvo su primera victoria en su carrera ciclista, ganando el primer lugar en la general en el Tucson Bicycle Classic. Después de que Silber Pro Cycling desapareciera, firmó con Floyd's Pro Cycling.
2019 fue un año decisivo para Zukowsky, ganando primero en carrera en ruta para el Campeonato Nacional Sub-23 en ruta, primer lugar en la general para el Gran Premio Ciclista de Saguenay, junto con otros resultados importantes como el tercer puesto en la general en el Tour de Beauce y al Tour de Gila.
En 2020, Zukowsky firmó con Rally Cycling pero no obtuvo resultados significativos ese año. En 2021 quedó cuarto en la general de la Vuelta a Castilla y León.
En 2022, Zukowsky casi gana su primera carrera UCI ProSeries, el Maryland Cycling Classic, pero fue superado por el corredor belga Sep Vanmarcke por menos de un segundo para lograr su primera victoria UCI ProSeries. También quedó cuarto en el Gran Premio Criquielion. Tras la temporada ciclista de 2022, Zukowsky firmó con el Q36.5 Pro Cycling Team.
En 2023, Zukowsky obtuvo su primera gran victoria a nivel nacional al ganar la carrera en ruta en el Campeonato Nacional de Ruta.

## Palmarés
2019
- Grand Prix Cycliste de Saguenay
- 3.º en el Campeonato de Canadá en Ruta

2023
- 2.º en el Campeonato de Canadá Contrarreloj
- Campeonato de Canadá en Ruta

## Resultados en Grandes Vueltas y Campeonatos del Mundo
| Carrera              | Carrera              | 2017 | 2018 | 2019 | 2020 | 2021 | 2022 | 2023 | 2024 | 2025 |
| -------------------- | -------------------- | ---- | ---- | ---- | ---- | ---- | ---- | ---- | ---- | ---- |
|                      | Giro de Italia       | —    | —    | —    | —    | —    | —    | —    | —    | Ab.  |
|                      | Tour de Francia      | —    | —    | —    | —    | —    | —    | —    | —    | —    |
|                      | Vuelta a España      | —    | —    | —    | —    | —    | —    | —    | —    | —    |
| Mundial en Ruta      | Mundial en Ruta      | —    | —    | —    | —    | Ab.  | 36.º | 40.º | ―    | —    |
| Mundial Contrarreloj | Mundial Contrarreloj | —    | —    | —    | —    | —    | —    | 45.º | —    | —    |

―: no participa
Ab.: abandono